# Нижньозаїтовська сільська рада
Нижньозаї́товська сільська рада (рос. Нижнезаитовский сельский совет) — муніципальне утворення у складі Шаранського району Башкортостану, Росія. Адміністративний центр — село Нижньозаїтово.

## Населення
Населення — 762 особи (2019, 978 у 2010, 1197 у 2002).

## Склад
До складу поселення входять такі населені пункти:
| Населений пункт     | Населення, осіб (2002) | Населення, осіб (2010) |
| ------------------- | ---------------------- | ---------------------- |
| Бухара, присілок    | 6                      | 0                      |
| Кугарчі-Буляк, село | 245                    | 200                    |
| Нижньозаїтово, село | 785                    | 690                    |
| Таш-Чишма, присілок | 19                     | 10                     |
| Чекан-Тамак, село   | 142                    | 78                     |